# Antonov Airlines
Pour l’article homonyme, voir Antonov.
No other name carries more weight
Antonov Airlines, dans sa forme complète Antonov Company’s international air transportation division, division du transport aérien international de l'entreprise Antonov (code OACI : ADB) est une compagnie aérienne ukrainienne créée en 1989, filiale de la société Antonov. Elle est basée à Kiev et est agréée ISO 9001. Elle se consacre exclusivement au transport de fret par avion-cargo.
Elle exploite 11 avions, uniquement des Antonov dont l'unique Antonov An-225 et 7 Antonov An-124 qui sont les plus gros avions de transports au monde comme le rappelle son slogan : « il n'y a pas d'autre nom qui porte plus de poids » (« no other name carries more weight »).

## Histoire
Antonov Airlines a été créée en 1989 en tant que division de transport aérien international du bureau d'études Antonov. Elle a reçu son certificat de transport aérien en 1990. Pendant la période 1990-1996, elle n'effectuait que des vols charters avec son seul An-124-100. Ces vols étaient organisés au début directement par la société mère Antonov, avant que la société de ventes Air Foyle soit engagée pour vendre des vols en Europe, Amérique du Nord et dans le golfe persique.
En avril 1996, la compagnie possédait une flotte de 7 Antonov An-124 avec une durée de vie de 15 ans, mais 4 ans plus tard, un travail d'allongement de leur durée de vie est effectué et augmente la durée de vie de 10 ans.
En 2001, le bureau d'études Antonov et plusieurs autres entreprises d'aéronatique issues de l'ancienne URSS ont uni leurs forces pour sortir l'Antonov An-225 de sa retraite. Après rénovation, il a effectué son premier le 2 janvier 2002 en livrant 216 000 rations de combat à l'armée américaine dans le Golfe persique. En décembre de la même année, l'Antonov An-225 a transporté de New-York à Entebbe 80 000 boites à chaussures contenant des cadeaux destinés aux enfants défavorisés. Après avoir visité l'avion, Bono, le chanteur principal du groupe U2 l'a décrit  comme étant « plus gros que l'égo d'une rock star » (« bigger than a rock star’s ego »).
En juin 2006, Antonov Airlines arrête ses relations avec Air Foyle et créé un accord de coentreprise avec Volga-Dnepr Airlines.
En décembre 2016, les accords entre Antonov Airlines et Volga-Dnepr Airlines se terminent et la société anglaise Dreamlifts Ltd située à Londres devient l'agent de vente général international de Antonov Airlines. La société Dreamlifts Ltd a créé un bureau à Houston pour coordonner les activités de Antonov Airlines aux États-Unis.
Début 2022, à la suite de la montée des tensions lors de la crise russo-ukrainienne, une partie de la flotte part dans plusieurs pays d'Europe. Lors de la Invasion de l'Ukraine par la Russie commençant le 24 février 2022, les forces armées russes s'emparent de l'aéroport de Hostomel, à leur retrait, les locaux d'Antonov sont ravagées et plusieurs avions détruit dont l'An-225 et endommagés tels un An-124 .

## Flotte
| avions | nombre     | immatriculation                                                |  |
| ------ | ---------- | -------------------------------------------------------------- |  |
| An-124 | 7          | UR-82007 UR-82008 UR-82009 UR-82027 UR-82029 UR-82072 UR-82073 |  |
| An-225 | (1)détruit | UR-82060                                                       |  |
| An-22  | 1          | UR-09307                                                       |  |
| An-26  | 1          | UR-13395                                                       |  |

Par le passé, la compagnie a opéré des :
- Antonov An-12
- Antonov An-28
- Antonov An-32
- Antonov An-70
- Antonov An-132
- Antonov An-140
- Antonov An-148
- Antonov An-158
- Antonov An-178